# Armstrong Siddeley Hurricane
Der Armstrong Siddeley Hurricane ist ein Pkw, den der britische Hersteller Armstrong Siddeley von 1946 bis 1953 auf Basis des ein Jahr vorher erschienenen Lancaster und als Nachfolger des 16-Six fertigte.
Das Fahrwerk hatte, wie beim Lancaster, vorne Einzelradaufhängung mit Drehstabfedern und hinten eine angetriebene Starrachse, die an Längsblattfedern aufgehängt war. Das Modell hatte ein teilhydraulisches Bremssystem von Girling. Die Vorderradbremsen waren hydraulisch betätigt, während an der Hinterachse Seil- und Gestängebremsen eingesetzt waren. Serienmäßig waren die Fahrzeuge mit Scheibenrädern ausgestattet.
Zunächst war ein obengesteuerter Sechszylindermotor mit 1991 cm³ Hubraum (Bohrung × Hub = 65 mm × 100 mm) eingebaut, der bei einer Verdichtung von 7:1 eine Leistung von 70 bhp (51 kW) bei 4200/min. lieferte. Dieser Motor stammte vom Vorgänger 16-Six. Ab 1949 ersetzte ihn ein Motor mit gleicher Charakteristik, aber 2309 cm³ Hubraum (Bohrung × Hub = 70 mm × 100 mm), einer Verdichtung von 6,5:1 und einer Leistung von 75 bhp (55 kW) bei 4200/min. Neben einem handgeschalteten Vierganggetriebe war auf Wunsch auch ein Vorwählgetriebe erhältlich.
Die zweitürige Karosserie mit vier Sitzplätzen war in Gemischtbauweise erstellt. Auf einem Rahmen aus Eschenholz und Aluminium waren Aluminiumbleche befestigt. Die Wagen hatten hinten angeschlagene Türen, auch Selbstmördertüren genannt. Während der Fertigungszeit gab es nur wenige Veränderungen. Das Modell 1948 hatte eine etwas niedrigere Motorhaubenlinie und die hinteren Kotflügel bekamen vorne je einen Steinschlagschutz verpasst.
Bei seiner Vorstellung kostete der Hurricane auf dem Heimatmarkt £ 1151. Bis 1953 entstanden 2606 Exemplare des Hurricane.

## Weblinks

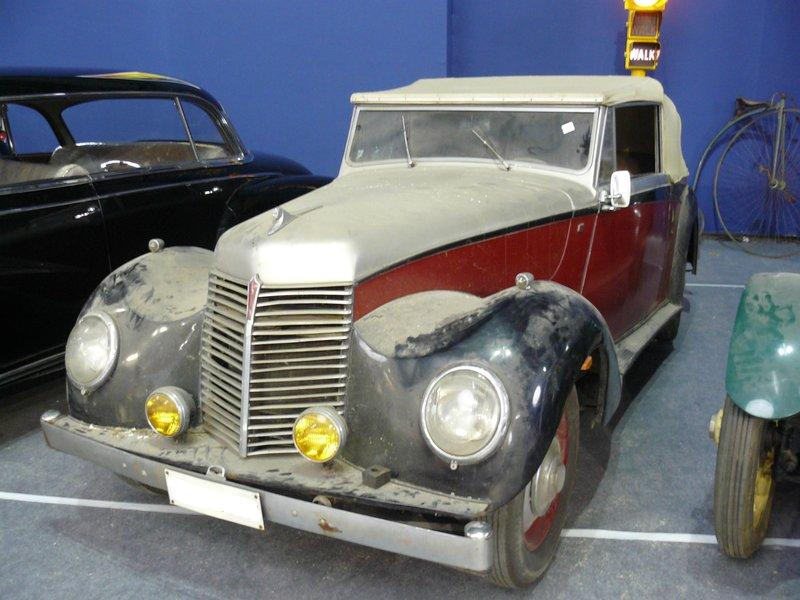
Armstrong Siddeley Hurricane (1947)
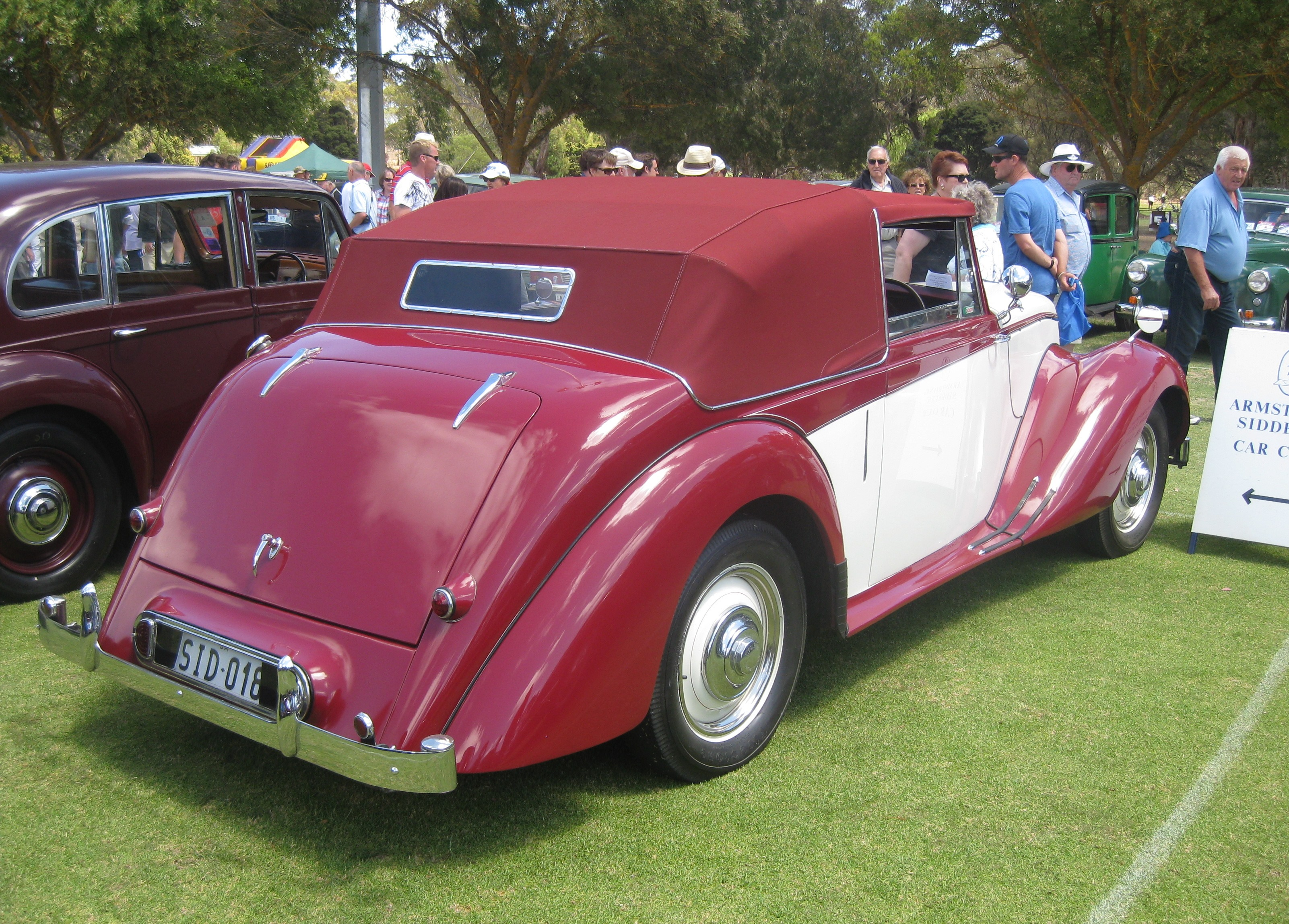
Armstrong Siddeley Hurricane (1952)